# Obwód piński

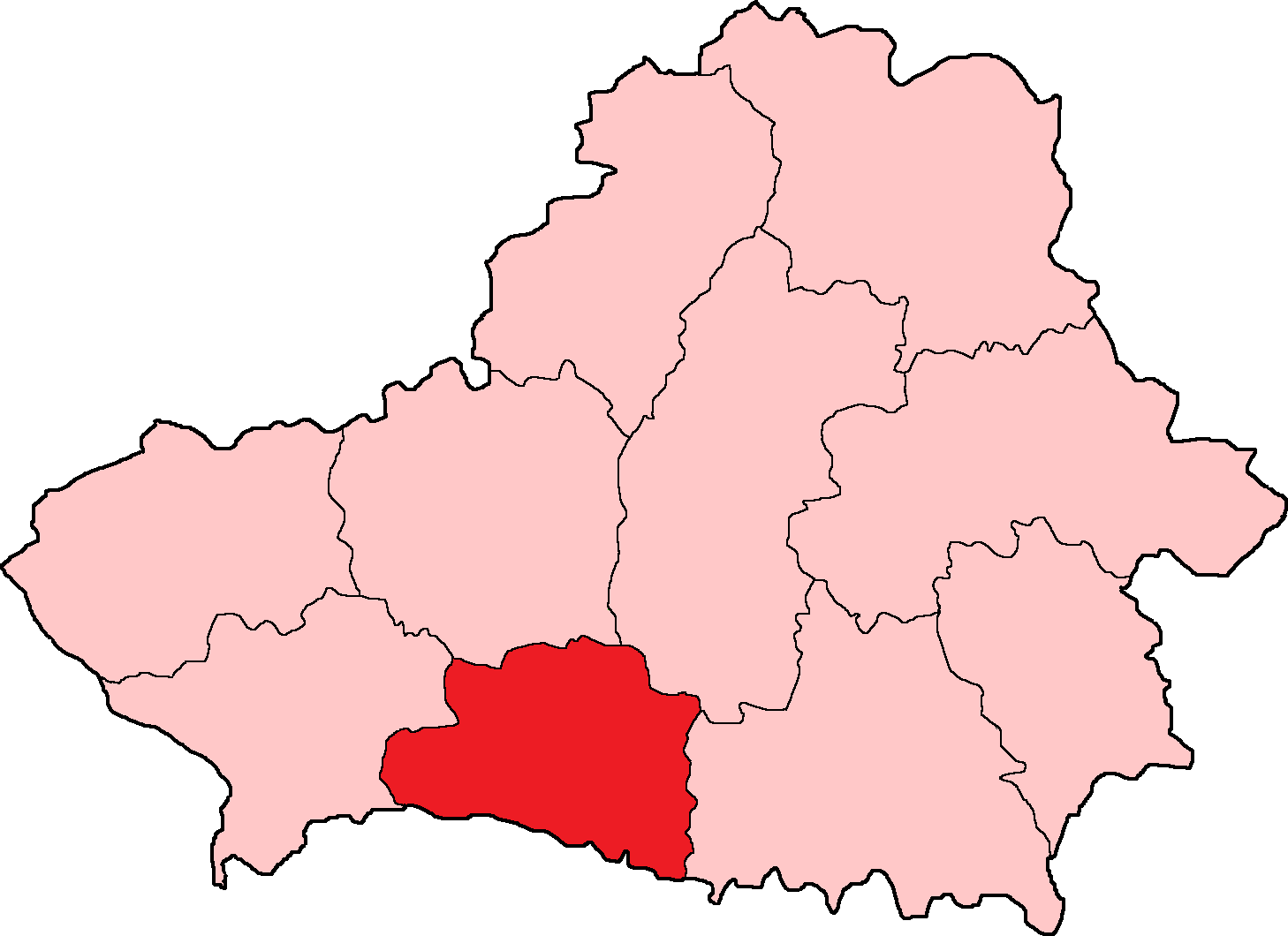
Położenie obwodu pińskiego na mapie BSRR w 1940 r.

Obwód piński (biał. Пінская вобласьць, ros. Пинская область) – jednostka administracyjna istniejąca w Białoruskiej SRR w latach 1939–1954 (de facto: 1940–1941; 1944–1954).

## Historia
Obwód utworzono 4 grudnia 1939 r. dekretem Prezydium Rady Najwyższej ZSRR po tym, jak doszło do tzw. zjednoczenia ziem białoruskich spowodowanego agresją sowiecką 17 września 1939. W jego skład weszła centralna i wschodnia część województwa poleskiego – powiaty: piński, drohiczyński, kosowski, łuniniecki i stoliński.
15 stycznia 1940 powiaty zostały zlikwidowane na mocy decyzji Prezydium Rady Najwyższej BSRR i przekształcone w rejony: hancewicki, dawidgródecki, drohiczyński, żabczycki, janowski, łohiszyński, leniński, łuniniecki, piński, stoliński i telechański.
W latach 1941–1944 obwód znajdował się pod administracja niemiecką jako część Komisariatów Rzeszy: Wschód i Ukraina.
8 stycznia 1954 roku dekretem Prezydium Rady Najwyższej ZSRR obwód został zlikwidowany a jego obszar włączono w skład obwodu brzeskiego.